# Armancourt, Oise

Armancourt este o comună în departamentul Oise, Franța. În 1 ianuarie 2022 avea o populație de 531 de locuitori.